# 秋田實
- 秋田實
- 秋田実

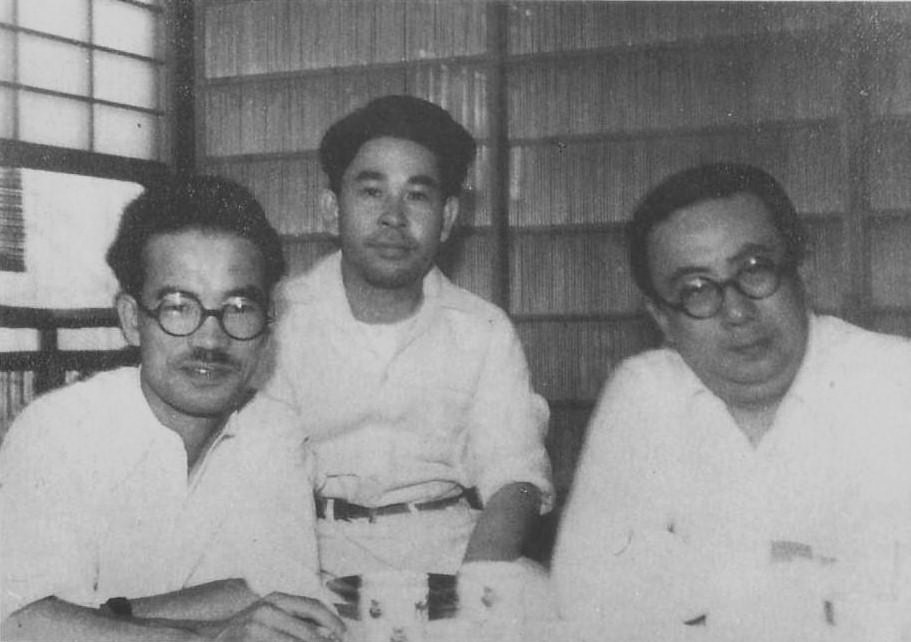
左から横山エンタツ、秋田實、古川ロッパ（1935年撮影）

秋田 實（あきた みのる、1905年〈明治38年〉7月15日 - 1977年〈昭和52年〉10月27日）は、日本の漫才作家。本名：林 広次（はやし ひろつぐ）。大阪府大阪市玉造出身。
無名時代にはペンネームは四季を捩った「春野仲明」「夏山茂」「夏輪篤」「冬賀北蔵」等を用いた。たまたま「婦人公論」に用いた「秋田實」の時評が評判がよかったのでそのままペンネームに用いるようになった。第二次大戦前より漫才の台本製作や寄席番組の構成等に関わり、現在の漫才の原型を作り若手を育てた、上方漫才を代表する漫才作家である。戦前から戦後の功績から「上方漫才の父」とも呼ばれる。
長女は童話作家の藤田富美恵、次女は脚本家・「上方演芸研進社mydo」代表の林千代。孫の藤田曜（ふじたあきら）も漫才作家。
NHKの連続テレビ小説『心はいつもラムネ色』の主人公・文平と「わろてんか」の万丈目吉蔵は秋田がモデルとされている。

## 来歴・人物
大阪砲兵工廠に務める父（後にタバコ屋を開業）の次男として玉造で生まれ、近所には玉造稲荷神社があってよく子供の頃遊んでいた、また演芸や芝居の好きな家族の影響で親しむ。清堀小学校卒業後の1918年、旧制今宮中学に入学（第13期）。1923年、旧制大阪高校に入学し、長沖一、上道直夫、藤沢桓夫らと知り合う。1927年、東京帝国大学文学部支那哲学科に入学、当時本郷で長沖一と一緒に下宿する。在学中から新人会に入会し左翼活動を行う。ただし、秋田の左翼活動は藤沢桓夫に認められたいことが動機で、左翼思想や活動そのものには意欲的ではなかった。同年「辻馬車」に林熊王のペンネームで「夢と白粉」、「借と貸」等を発表。1909年には「大学左派」に小説「嘘」、「大学左派」の後身「十月」に「犬」に次々発表。1930年から1931年まで「戦旗」の編集部員を務めつつ、「永島一」「森一」の名前で記事を執筆する。
同年秋に大阪朝日新聞文芸部の白石凡は、横山エンタツ・花菱アチャコのしゃべくり漫才をキタの花月の寄席で見て、前年のコンビ結成以来漫才を自作してきたエンタツによい漫才作者がつけば、さらに新しいマンザイが期待できると考え、その年の暮、藤沢桓夫に紹介されて交流のあった秋田をエンタツに引き合わせる。秋田とエンタツは、漫才には「だれでも共感の持てる無邪気な話」がよいと意気投合し、これが秋田が漫才作家となるきっかけとなり、エンタツのマンザイは「無邪気な笑い」を特徴とするようになる。その後、秋田はエンタツ・アチャコ以外の漫才師たちにも台本のヒントを提供し慕われるようになって行く。1934年には室戸台風を契機に東京の下宿を引き払って大阪に移り吉本興業に入社。1936年4月に京都の酒屋の娘と結婚。1941年には新興キネマに移り、同社の総合企画部長および文藝部長に就任する。
第二次大戦も終わりに近づくと、多くの漫才師が疎開しあちこちにバラバラになり劇場や寄席も空襲に合い、吉本興業も新興演芸も漫才の興業から手を引いてしまって、上方の漫才興業は壊滅状態となる。1945年3月、満洲映画協会演芸部の社員という肩書で勤務のために満州へ出航、満州在住の芸人で慰問団の一座を作り満州周辺を慰問。1946年11月に新京より帰国し家族の疎開先の福井に住む。1947年、福井から妻の実家に転居。
戦後、京都に戻った秋田は、漫才の将来を危惧して若手の漫才師を集め1948年に「MZ研進会」という漫才のサークル集団を結成し1949年に京都で正式に旗揚げ。そこからはミヤコ蝶々・南都雄二、夢路いとし・喜味こいしや秋田Aスケ・Bスケ、ミスワカサ・島ひろしなど多くの漫才師を育てた。
旧・阪急電鉄（現在の阪急阪神ホールディングス）創業者の小林一三と軽演劇集団「宝塚新芸座」を1950年に立ち上げ、「宝塚歌劇団」の生徒を含めて宝塚新芸劇場にて定期公演を行う。しかし、本人は漫才師は漫才を中心にするものという信念をもっており、それ故、新芸座側が次第に演劇に傾倒しこれを中心に据えた事で「ゆくゆくは『モダン寄席』を立ち上げる」といった小林との口約束は反故にされた事になり、結局小林と対立する。独立して芸能事務所「上方演芸」（のちの松竹芸能）を発足させた。その後1968年、新芸座時代に演出を担当していた藤井康民と共に、大阪・阿倍野の岸本ビル資本によるケーエープロダクションを設立。1970年4月大阪芸術大学非常勤講師、1971年4月大阪芸術大学芸術学部教授、1975年4月シナリオ学校大衆芸能科の新設に伴い講師、同年8月同学校名誉校長に就任。
また1975年8月からは有川寛（読売テレビプロデューサー、ワッハ上方の館長）と共に若手漫才師・漫才作家による勉強会「笑の会」（オール阪神・巨人、B&B、浮世亭ジョージ・ケンジ、太平サブロー・シロー、宮川大助・花子、ザ・ぼんち等の多くの売れっ子を輩出し漫才ブームの礎となった）を組織するなど精力的に活動を行った。
また戦前からの反戦思想もあって日本共産党の熱心な支持者。1960年代から1970年代にかけて秋田を信奉した芸人がこぞって革新陣営を応援したのもこの影響であると思われる。
1977年10月27日、大腸癌のため死去。享年72。墓所は大阪市本要寺。戒名は「秋成院如實日広居士」。
趣味は競馬と麻雀であった。競馬ではとくに繋駕速歩競走のファンで、みずから速歩馬を持つ馬主でもあり、速歩競走が中央競馬から姿を消すときには、『優駿』誌に「速歩よ、さようなら」という随筆を寄稿して廃止を惜しんだ。麻雀では、通夜で参列した芸人が集まって夜明けまで麻雀が行われた。なおヘビースーモーカーで一日100本以上煙草を吸っていた。
没後生家の近くにあった玉造稲荷神社には弟子・関係者らで「秋田實笑魂碑」と横には自然石が建てられた。「笑魂碑」の方には「笑いを大切に。怒ってよくなるものは猫の背中の曲線だけ」の言葉と横の自然石には「渡り来て うき世の橋を 眺むれば さても危うく 過ぎしものかな」という辞世の句が刻まれている。

## 漫才台本以外の作品
ラジオ・テレビ
- 「モダン小咄」（1933年11月、NHK）
- 「上方演芸会」（NHK）
- 「気まぐれショーボート」（1950年 - 1952年）
- 「アチャコ青春手帳」（1952年）
- 「エンタツちょびひげ漫遊記」
- 「漫才学校」（1954年、朝日放送）
- 「青春サーカス」（1954年、NHK）
- 「お好み風流亭」（1955年、NHK）
- 「夫婦善哉」（1955年、朝日放送）
- 「お好み日曜座」（1957年、NHK）
- 「奥様お耳をどうぞ」（1959年、朝日放送ラジオ）
- 「上方日曜演芸館」（1960年、NHK）
- 「漫才読本」（1960年、毎日放送）
- 「東西漫才クラブ」（1961年、毎日放送）
- 「モダン寄席」（1962年、NHK）

映画
- 「あきれた連中」（1936年、原作、PCL）
- 「これは失礼」（同上）
- 「心臓が強い」（1937年、原作、PCL）
- 「僕は誰だ」（同上）

## 著書
- 『百貨店漂流記 ユーモア読物集』信正社 1937
- 『地球のコブ 漫才選集』大阪パック社 1938
- 『漫才全集』モダン日本社 1938
- 『随筆漫才日記』輝文館(パツク文庫）1940
- 『まんざい』輝文館 1941
- 『蝶々雄二の夫婦善哉』清文堂書店 1957
- 『笑いの創造 日常生活における笑いと漫才の表現』日本実業出版社 1972
- 『秋田実名作漫才選集』全2巻 日本実業出版社 1973
- 『私は漫才作者』文芸春秋 1975
- 『日本語と笑い』日本実業出版社 1976
- 『ユーモア辞典』全3冊 文春文庫　1978
- 『オチの表情 落語の楽しさの発見』和多田勝共著 少年社 1978
- 『きいやはん一代 大角安治郎伝』大安 1979
- 『大阪笑話史』編集工房ノア 1984
- 『ユーモア交渉術』井上宏編 創元社 1984
- 『昭和の漫才台本』全5巻 藤田富美恵編 文研出版 2008

## 翻訳
- 刺青夫人 J.S.フレツチヤー 林広次訳 波屋書房、1927

## 関連書籍
- 秋田實『私は漫才作者』文藝春秋 1975年
- 秋田實『大阪笑話史』編集工房ノア 1984年（大阪新聞連載「大阪の笑い」より収録）
- 富岡多恵子『漫才作者 秋田實』 筑摩書房1986年・平凡社2001年 ISBN 458276391X
- 鶴見俊輔『太夫才蔵伝-漫才をつらぬくもの』 ISBN 4582763308
- 大阪府立上方演芸資料館（ワッハ上方）編『上方演芸大全』創元社 2008年
- 藤田富美恵『玉造日の出通り三光館』玉造稲荷神社、1995年 ISBN 978-4906314034
- 藤田富美恵『父の背中』潮出版社、1989年 ISBN 978-4267700132
- 藤田富美恵『秋田實 笑いの変遷』中央公論新社、2017年 ISBN 978-4120050015

## 主な受賞
- 1957年 大阪なにわ賞
- 1961年 大阪市民文化賞
- 1969年 紫綬褒章
- 1976年 NHK放送文化賞
- 1976年 勲四等瑞宝章

## 秋田實を演じた俳優
- 新藤栄作（1984年・NHK連続テレビ小説『心はいつもラムネ色』）
- 西川きよし（2012年・東海テレビ『鈴子の恋 ミヤコ蝶々女の一代記』）
- 南圭介（2012年・舞台『吉本百年物語 キミとボクから始まった』）